# Chiquitibum
Chiquitibum, früher wahrscheinlich Sikitibum, ist ein mexikanischer Schlachtruf, der im Januar 1923 während der ersten Auslandsreise einer mexikanischen Fußballmannschaft entstand und später im Ausland vor allem durch die in Mexiko ausgetragene Fußball-Weltmeisterschaft 1970 unter dem Begriff México México ra ra ra bekannt wurde. In einem während der WM 1970 veröffentlichten Artikel der Zeit von Rolf Kunkel kann man diesbezüglich lesen: „Mexiko setzt ganz neue Maßstäbe für Fußballbegeisterung. Wer niemals nach einem mexikanischen Sieg die Rückfahrt vom Aztekenstadion ins Stadtinnere angetreten hat, weiß nicht, was ein Fußball-Happening ist. ... Auf genau 14 Kilometer Länge spielt sich ein Drama an Begeisterung, Enthusiasmus und Fanatismus ab. Zigtausende von Autos, Hunderttausende von Menschen, dazu Trommeln, Trompeten, Autohupen, und immer wieder das rhythmische "Mechiko-Mechiko–ra-ra-ra". Ein Geräuschinferno, das den Kölner Rosenmontagszug wie eine Fronleichnamsprozession erscheinen läßt.“

## Geschichte
Auf der 1923 durchgeführten Reise des Club América nach Guatemala entwickelte sich unter den Reisenden das Bedürfnis, in Anbetracht ihrer historischen Mission eine eigene Hymne zu entwickeln, die zugleich als Anfeuerungsruf geeignet war. Als die Mannschaft sich gerade auf der Fahrt durch den mexikanischen Bundesstaat Oaxaca befand und die meisten Spieler sich zur Nachtruhe begaben, stand Carlos Garcés sinnierend am Fenster und vernahm das Geräusch der Eisenbahnräder, während diese auf den Bahnhof von Matías Romero zurollten. Das Geräusch erschien Garcés wie ein „Si-ki-ti“ („Chi-qui-ti“) und brachte ihn auf die entscheidende Idee. Er griff zu Papier und Stift und schrieb es auf. Am nächsten Tag formulierte die Mannschaft die weiteren Zeilen:
Sikitibum, a la bim bom ba

Sikitibum, a la bim bom ba

A la bio, a la bao

A la bim bom ba

América América ra ra ra.
Voller Überschwang sang die Mannschaft die Strophen zum ersten Mal in der Öffentlichkeit, als die Spieler im Präsidentenpalast von Guatemala vom Staatspräsidenten José María Orellana Pinto empfangen wurden. Um ihren Refrain vor fremder Vereinnahmung zu schützen, ließ Garcés die Strophen 1924 beim Bildungsministerium registrieren: „Aber sie sollten nicht mein Eigentum sein, sondern der mexikanischen Jugend und dem Club América gehören.“

## Verwendung des ra ra ra
Der finale Ausruf „ra ra ra“ stellt einer Quelle zufolge das Geräusch dar, das die Zugluft erzeugte, als sie durch die Fenster des fahrenden Zuges pfiff, in dem die Mannschaft reiste. Später wurde der Begriff anscheinend zu einer Art Synonym für einen Hurra-Ruf und wird in einigen spanischsprachigen Ländern auch durch ein „ganará“ ersetzt, was dann in etwa „Auf zum Sieg“ bedeutet. Die restlichen Wörter haben keine Bedeutung und dienen nur dem Rhythmus. Vor dem „ra ra ra“ wird das gepriesene Objekt oder die gepriesene Person eingesetzt und ist daher beliebig austauschbar. So wurde bereits in den 1950er Jahren das mexikanische Box-Idol Raúl Macías „El Ratón“ vom Publikum mit der bekannten mexikanischen Hymne „Alabio, alabao, a la bim bom ba! Ratón, Ratón. Raaa, Raaa, Raaa!“ angefeuert. Dieselbe Zuneigung erfuhr Papst Benedikt XVI. bei seiner Mexiko-Reise im Jahr 2012, als er von einem Kinderchor mit dem Refrain begrüßt wurde: „Chiquiti bum alabimbomba, Chiquitibum alabimbomba, alabio, alabao, el Papa, el Papa, ra ra ra“.

## Chiquitibum in der Kunst
Anlässlich der 1986 noch einmal in Mexiko ausgetragenen Fußball-Weltmeisterschaft wurde der Refrain musikalisch verarbeitet und von Nacho Golacho unter dem Titel Siquiti Bum herausgebracht. 2006 wurde das Lied noch einmal von der Girlgroup Chic Pack unter dem Titel Chiquitibum aufgenommen. Ein den Refrain beinhaltendes Lied mit einem anderen Text brachte die Gruppe Conjunto Primavera unter dem Titel México Ra Ra Ra auf ihrem 2000 erschienenen Album Morir de Amor heraus.
Unter beinahe demselben Titel (México, México, ra ra ra) war bereits 1976 ein sozialkritischer mexikanischer Film unter der Regie von Gustavo Alatriste erschienen, der die Armut und politische Korruption in Mexiko anprangerte.